# Vuomapää
Vuomapää är ett fjäll tillhörande Saariselkäryggen i Finland.   Den ligger i den ekonomiska regionen Norra Lappland och landskapet Lappland, i den norra delen av landet, 900 km norr om huvudstaden Helsingfors. Toppen på Vuomapää är 688 meter över havet, eller 269 meter över den omgivande terrängen. Bredden vid basen är 9,0 km.
Terrängen runt Vuomapää är kuperad åt nordost, men åt sydväst är den platt.  Trakten runt Vuomapää är nära nog obefolkad, med mindre än två invånare per kvadratkilometer. Det finns inga samhällen i närheten. Omgivningarna runt Vuomapää är i huvudsak ett öppet busklandskap.